# Список парков Чикаго

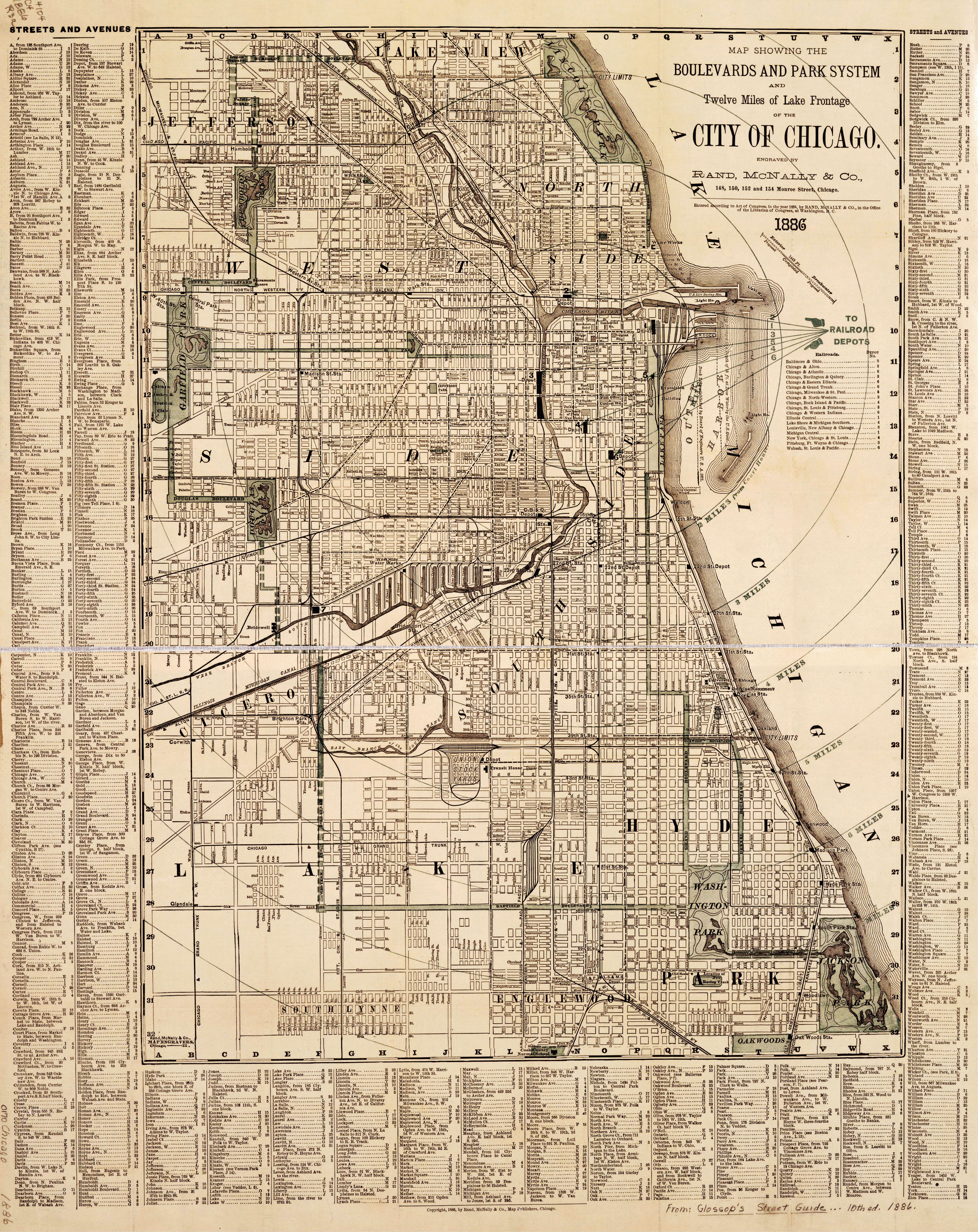
Карта парков Чикаго 1886 года

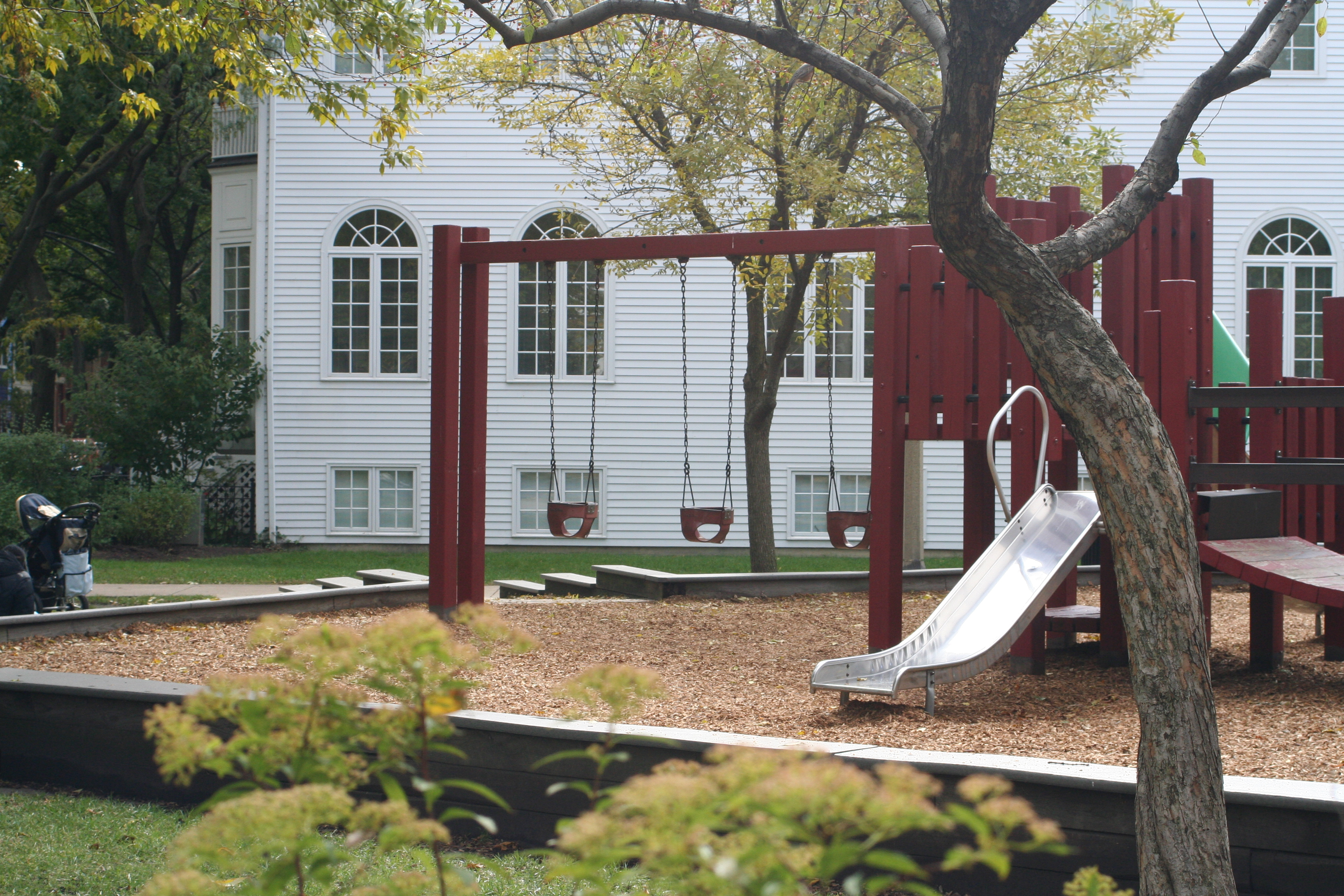
Качели в Баулер-парке, Чикаго

Список парков Чикаго — список из 614 парков, расположенных в городе Чикаго, что составляет 8,2 % от общей площади. Некоторые парки имеют специально выделенные ограждённые зоны, где разрешено гулять с домашними питомцами.

## Все парки Чикаго

### А
- Абботт-парк (англ. Abbott Park)[3]
- Авалон-парк (англ. Avalon Park)[4]
- Ада-парк
- Адамс-парк (англ. Adams (George & Adele) Park)[5]
- Адамс-Джейн-парк[англ.] (англ. Addams (Jane) Park)[6]
- Адамс-Джон-парк (англ. Adams (John C.) Park)[7]
- Адамс-Мемориал-парк (англ. Addams (Jane) Memorial Park)[8]
- Админ-билдинг (англ. Admin Building)
- Айелло-парк (англ. Aiello (John) Park)[9]
- Алгонкинский парк[себ.] (англ. Algonquin Park)[10]
- Алмонд-парк[себ.] (англ. Almond Park)[11]
- Альтгельд-парк[себ.] (англ. Altgeld Park)[12]
- Амундсен-парк[себ.] (англ. Amundsen Park)[13]
- Андерсон-Фред-парк (англ. Anderson (Fred) Park; 1611 Саут-Уобаш-авеню, Чикаго, штат Иллинойс 60616)[14]
- Андерсон-Луи-парк (англ. Anderson (Louis) Park; 3748 Саут-Прайри-авеню, Чикаго, штат Иллинойс 60653)[15]
- Андерсонвилл-парк (англ. Andersonville Park)[16]
- Аркадный парк (англ. Arcade Park)[17]
- Арчер-парк (англ. Archer Park)
- Армор-Сквер-парк (англ. Armour Square Park)[18]
- Армстронг-парк (англ. Armstrong Park)[19]
- Арриго-парк (англ. Arrigo Park)[20]
- Аспен-парк (англ. Aspen Park)[21]
- Астер-парк (англ. Aster Park)[22]
- Атлетик-Филд-парк (англ. Athletic Field Park)[23]
- Аш-Бич-парк (англ. Ashe Beach Park)[24]
- Ашмор-парк (англ. Ashmore Park)[25]

### Б
- Бак-Ярдс-парк англ. Back of the Yards Park[26]
- Баттеркап-парк (англ. Buttercup Park — Парк лютиков)[27]
- Баттернат-парк (англ. Butternut Park — Парк орехового масла)[28]
- Барага-парк (англ. Baraga Park)[29]
- Барбери-парк (англ. Barberry Park — «Барбарисовый парк»)[30]
- Барнард-парк (англ. Barnard Park)[31]
- Барретт-парк (англ. Barrett (Charles) Park)[32]
- Бартелм-парк (англ. Bartelme Park)[33]
- Баттл-оф-Форт-Дирборн (от англ. Battle of Fort Dearborn Park — парк «Битва за форт Дирборн»)[34]
- Баулер-парк (англ. Bauler Park)[35]
- Баффало-парк[себ.]
- Белл-парк (англ. Bell Park)[36]
- Бергер-парк[англ.]
- Бернс-парк (англ. Byrnes Park)[37]
- Бернсайд-парк (англ. Burnside Park)[38]
- Бессемер-парк[англ.]
- Беньяк-Гринуэй-парк (англ. Beniac Greenway Park)[39]
- Беверли-парк (англ. Beverly Park)[40]
- Бернем-парк[англ.] и Поинт[англ.]
- Бейлфус-парк[себ.] (англ. Beilfuss Park)[41]
- Бихайв-парк (англ. Beehive Park)[42]
- Бикердайк-Сквер-парк (англ. Bickerdike Square Park)[43]
- Биг-Марш-парк (англ. Big Marsh Park)[44]
- Бирч-парк (англ. Birch Park — «Берёзовый парк»)[45]
- Бикслер-парк (англ. Bixler Park)[46]
- Блок-парк (англ. Block Park)[47]
- Блумингдейл-Трейл-парк (англ. Bloomingdale Trail Park; Park No. 572)[48]
- Блэквелдер-парк (англ. Blackwelder Park)[49]
- Блэкхок-парк (англ. Blackhawk Park)
- Болер-парк (англ. Boler Park)[50]
- Бойс-парк (англ. Boyce Park)
- Босли-парк (англ. Bosley Park)[51]
- Боган-парк (англ. Bogan Park)[52]
- Бон-парк (англ. Bohn Park)[53]
- Босуэлл-парк
- Брэдли-парк (англ. Bradley Park)[54]
- Браун-Мемориал-парк (от англ. Brown Memorial Park)
- Брайтон-парк (англ. Brighton Park)[55]
- Брейнерд-парк (англ. Brainerd Park)[56]
- Брендс-парк (англ. Brands Park)[57]
- Бринфорд-парк (англ. Brynford Park)[58]
- Бродвей-Армори-парк (англ. Broadway Armory Park — «Бродвейский оружейный парк»)[59]
- Броманн-парк (англ. Bromann Park)[60]
- Брончо-парк (англ. Broncho Park)[61]
- Брукс-парк (англ. Oscar Brooks Park)[62]
- Бьюна-Серкл-парк (англ. Buena Circle Park)[63]

### В
- Вашингтон-парк[англ.]
- Вашингтон-Сквер-парк[англ.]

### Г
- Гвендолин-Брукс-парк (англ. Gwendolyn Brooks Park)[64]
- Грант-парк
- Гейдж-парк[англ.]
- Гомперс-парк (англ. Gompers Park)
- Гауди-Сквер-парк (англ. Goudy Square Park)
- Гросс-парк (англ. Gross Park)[65]
- Гамильтон-парк[англ.]

### Д
- Динджело-парк (англ. Oscar O. D’Angelo Park), также известный как «Вакер-Гейтуэй-парк» (англ. Wacker Gateway Park)
- Дебоу-парк (англ. Debow Park)
- Дикинсон-парк (англ. Dickinson Park)
- Донован-парк (англ. Donovan Park)
- Данбар-парк[англ.]
- Данбар-парк (англ. Dunham Park)
- Даркин-парк (англ. Durkin Park)
- Дюсейбл-парк[англ.]
- Дворак-парк (англ. Dvorak Park)

### К
- Канал-Ориджинс-парк (англ. Canal Origins Park — Парк начала каналов)[66]
- Калифорния-парк (англ. California Park — Калифорнийский парк)[67]
- Келвин-парк
- Калумет-парк[англ.]
- Карвер-парк (англ. Carver Park)[68]
- Коул-парк (англ. Cole Park)
- Коулман-парк (англ. Coleman Park)[69]
- Купер-парк (англ. Cooper Park)
- Каналпорт-Риверуолк-парк (англ. Canalport Riverwalk Park)[70]
- Кармен-парк (англ. Carmen Park)[71]
- Карпентер-парк (англ. Carpenter Park)[72]

### Л
- Ла-Фоллет-парк (англ. La Follette Park)
- Ла-Виллита-парк[англ.]
- Лиджин-парк (англ. Legion Park)
- Лиленд-Джайентс-парк (англ. Leland Giants Park)
- Лойола-парк (англ. Loyola Park)
- Лоррейн-Хэнсберри-парк (англ. Lorraine Hansberry Park)
- Люси-Элла-Гонсалес-Парсонс-парк (англ. Lucy Ella Gonzales Parsons Park)

### М
- Мэгги-Дейли-парк[англ.]
- Мандрейк-парк (англ. Mandrake Park)
- Манн-парк (англ. Mann Park)
- Мариано-парк[англ.]
- Мейсон-парк (англ. Mason Park
- Макгуэйн-парк (англ. McGuane Park
- Маккинли-парк (англ. McKinley Park
- Мемориальный парк Пинг Тома[англ.]
- Мерримак-парк[себ.]
- Меткалф-парк (англ. Metcalfe Park
- Мидуэй-Плезанс[англ.]
- Миллениум-парк
- Маунт-Гринвуд-парк (англ. Mount Greenwood Park
- Моцарт-парк

### Н
- Николс-парк (англ. Nichols Park
- Норманди-парк[себ.] (от англ. Normandy Park — «Нормандский парк»)
- Народный парк (англ. Peoples Park)

### О
- Оберн-парк (англ. Auburn Park)[73]
- Огаста-парк (англ. Augusta Park)[74]
- Остин-парк (англ. Austin Park)[75]
- Остин-Фостер-парк (англ. Austin Foster Park)[76]
- Остин-Таун-Холл-парк (англ. Austin Town Hall Park)[77]
- Огден-парк[англ.]
- Олсон-парк и Водопад[англ.] — снесён
- Оз-парк[англ.]
- Оукдейл-парк англ. Oakdale Park[78]

### П
- Принтерс-Роу-парк
- Пиотроуски-парк (англ. Piotrowski Park)
- Портедж-парк[англ.]
- Промонтори-Пойнт[англ.]
- Пуласки-парк[англ.]
- Парк № 559
- Палмер-парк[англ.]

### Р
- Ревир-парк (англ. Revere Park)
- Риис-парк[англ.]
- Ривер-парк (англ. River Park)
- Робишо-парк (англ. Robichaux Park)
- Робинсон-парк (англ. Robinson Park)
- Роджерс-парк[англ.]
- Роуэн-парк (англ. Rowan Park)
- Рассел-Сквер-парк (англ. Russell Square Park)
- Роберт-Тейлор-парк (англ. Robert Taylor Park)

### С
- Сент-Луис-парк (англ. Saint Louis Park)
- Северный остров
- Скоттсдейл-парк (англ. Scottsdale Park)
- Сидер-парк (англ. Cedar Park — Кедровый парк)[79]
- Скиннер-парк (англ. Skinner Park)
- Смит-парк (англ. Smith Park)
- Заповедник Саут-Шор (англ. South Shore Nature Reserve)
- Стэнтон-Шиллер-парк (англ. Stanton-Schiller Park)
- Старс-эн-Страйпс-парк (англ. Stars and Stripes Park — Звёздно-полосатый парк)
- Строхакер-парк (англ. Strohacker Park)

### У
- Уэллс-парк[англ.]
- Уикер-парк
- Уиггли-Филд-Ноэтлинг-парк[англ.]
- Уилвуд-парк[англ.]
- Уильямс-парк (англ. Williams Park)
- Уилсон-парк (англ. Wilson Park)
- Уиннемак-парк (англ. Winnemac Park)

### Ф
- Фернвуд-парк[англ.]
- Фостер-парк (англ. Foster Park)
- Фуллер-парк (англ. Fuller Park)

### Х
- Хейз-парк (англ. Hayes Park)
- Холстейн-парк (англ. Holstein Park)
- Хьюстон-парк (англ. Houston Park)
- Хорнер-парк[себ.] (англ. Horner Park)
- Хойн-парк (англ. Hoyne Park)

### Ш
- Шопен-парк
- Шаббона-парк (англ. Shabbona Park)
- Шедд-парк (англ. Shedd Park)
- Шерман-парк[англ.]

### Э
- Эйвондейл-парк[англ.]

### Ю
- Юнион-парк[англ.]

### Другие
- Lorraine L. Dixon Park
- Экхарт-парк (англ. Eckhart Park)
- Эллис-парк (англ. Ellis Park)
- Юджин-Филд-парк[англ.]
- Мемориальный парк Райана Харриса (англ. Ryan Harris Memorial Park)
- Харрисон-парк (англ. Harrison Park)
- Гайавата-парк (англ. Hiawatha Park)
- Vivian Gordon Hash Park
- Парк Независимости[англ.]
- Индиан-Баундари-парк[англ.]
- Mahalia Jackson Park
- Джефферсон-парк[англ.]
- Nancy Jefferson Park
- Mary Jane Richardson Jones Park, назван в честь активистки Мэри Джейн Ричардсон Джонс[англ.]
- Kenwood Community Park (ранее англ. Shoesmith Field)
- King Park and Family Entertainment Center
- Костюшко-парк[англ.]
- Donald Jordan Nash Community Center
- Jesse Owens Park
- Mamie Till-Mobley Park
- Виттум-парк (англ. Vittum Park)
- Уоррен-парк (англ. Warren Park)
- Дина-Вашингтон-парк[англ.]
- Гарольд-Вашингтон-парк[англ.]
- Вест-Пуллман-парк (англ. West Pullman Park)